# Garbsen
Garbsen − miasto w Niemczech, w kraju związkowym Dolna Saksonia, wchodzi w skład związku komunalnego Region Hanower. Miasto leży nad rzeką Leine na północny zachód od Hanoweru.

## Współpraca międzynarodowa
- Bassetlaw, Anglia
- Farmers Branch, USA
- Hérouville-Saint-Clair, Francja
- Rødding, Dania
- Schönebeck (Elbe), Saksonia-Anhalt
- Września, Polska[1]